# Guairacá
Guairacá e um distrito da cidade de Guarapuava no Parana. Foi criado pela lei estadual n.º 2, de 10 de outubro de 1947.